# Ronde van Frankrijk 2011/Zestiende etappe
De zestiende etappe van de Ronde van Frankrijk 2011 werd verreden op 19 juli 2011 over een afstand van 162,5 kilometer tussen Saint-Paul-Trois-Châteaux en Gap.

## Verloop
Van deze etappe werd verwacht dat het een overgangsrit zou worden, die de mindere goden nog een kans gaf een zege mee te pakken.
Nochtans duurde het zestig kilometer voor tien renners uit het peloton weg raakten:
Thor Hushovd, Edvald Boasson Hagen, Ryder Hesjedal, Tony Martin, Michail Ignatiev, Alan Pérez, Jérémy Roy, Marco Marcato, Dries Devenyns, Andrij Hryvko. Ze kregen maximaal zes minuten. Ignatiev ging ervandoor op de Col de Manse. Dries Devenyns reageerde, maar kon het gat niet dichtrijden. Hesjedal lukt daar wel in en liet Ignatiev achter. In een snelle afdaling haalden de Noren Hushovd en Boasson Hagen Hesjedal bij. Aan de finish klopte Thor Hushovd Boasson Hagen en Hesjedal gemakkelijk en haalde zijn tweede etappezege in deze Tour.
De grote verrassing speelde zich af in de kop van het peloton: Alberto Contador haalde verrassend uit. Dankzij Fabian Cancellara kwam alles weer even samen. Maar bij de derde poging van Contador konden enkel Cadel Evans en Samuel Sánchez nog mee. In de afdaling konden de drie hun voorsprong vergroten op de andere favorieten. Evans liep nog enkele seconden uit op zijn twee medevluchters. Verliezer van de dag werd Andy Schleck die de afdaling slecht verteerde en meer dan een minuut verloor op de Australiër.
| Tussensprint Veynes na 117,5 km |                |        |
| Plaats                          | Naam           | Punten |
| Winnaar                         | Dries Devenyns | 20     |
| 2                               | Jérémy Roy     | 17     |
| 3                               | Tony Martin    | 15     |

| Beklimming Col de Manse na 151 km | Beklimming Col de Manse na 151 km | Beklimming Col de Manse na 151 km | 2e cat. 9,5 km à 5,2 % | 2e cat. 9,5 km à 5,2 % |
| Plaats                            | Naam                              | Naam                              | Punten                 |                        |
| Winnaar                           | Ryder Hesjedal                    | Ryder Hesjedal                    | 5                      |                        |
| 2                                 | Edvald Boasson Hagen              | Edvald Boasson Hagen              | 3                      |                        |
| 3                                 | Thor Hushovd                      | Thor Hushovd                      | 2                      |                        |
| 4                                 | Tony Martin                       | Tony Martin                       | 1                      |                        |

## Uitslagen
| Rituitslag |                      |                     |           |
| Plaats     | Naam                 | Ploeg               | Tijd      |
| Winnaar    | Thor Hushovd         | Team Garmin-Cervélo | 3u31'38"  |
| 2          | Edvald Boasson Hagen | Sky ProCycling      | z.t.      |
| 3          | Ryder Hesjedal       | Team Garmin-Cervélo | op 00'02" |
| 4          | Tony Martin          | Team HTC-High Road  | op 00'38" |
| 5          | Michail Ignatiev     | Team Katjoesja      | op 00'52" |
| 6          | Alan Pérez           | Euskaltel-Euskadi   | op 01'25" |
| 7          | Jérémy Roy           | Française des Jeux  | z.t.      |
| 8          | Marco Marcato        | Vacansoleil-DCM     | op 01'55" |
| 9          | Dries Devenyns       | Quick Step          | z.t.      |
| 10         | Andrij Hryvko        | Pro Team Astana     | op 01'58" |
|            |                      |                     |           |
| 19         | Rob Ruijgh           | Vacansoleil-DCM     | op 04'44" |

| Strijdlustigste renner |                  |                |
|                        | Naam             | Ploeg          |
|                        | Michail Ignatiev | Team Katjoesja |

## Klassementen
| Algemeen Klassement |                  |                     |           |
| Plaats              | Naam             | Ploeg               | Tijd      |
| Gele trui           | Thomas Voeckler  | Team Europcar       | 69u00'56" |
| 2                   | Cadel Evans      | BMC Racing Team     | op 01'45" |
| 3                   | Fränk Schleck    | Team Leopard-Trek   | op 01'49" |
| 4                   | Andy Schleck     | Team Leopard-Trek   | op 03'03" |
| 5                   | Samuel Sánchez   | Euskaltel-Euskadi   | op 03'26" |
| 6                   | Alberto Contador | Saxo Bank-Sungard   | op 03'42" |
| 7                   | Ivan Basso       | Liquigas-Cannondale | op 03'49" |
| 8                   | Damiano Cunego   | Lampre-ISD          | op 04'01" |
| 9                   | Tom Danielson    | Team Garmin-Cervélo | op 06'04" |
| 10                  | Rigoberto Urán   | Sky ProCycling      | op 07'55" |
|                     |                  |                     |           |
| 12                  | Kevin De Weert   | Quick Step          | op 9'00   |
| 19                  | Rob Ruijgh       | Vacansoleil-DCM     | op 12'56  |

| Ploegenklassement |                             |            |
| Plaats            | Ploeg                       | Tijd       |
|                   | Team Garmin-Cervélo         | 206u31'24" |
| 2                 | Team Leopard-Trek           | op 07'01"  |
| 3                 | Team Europcar               | op 08'14"  |
| 4                 | AG2R-La Mondiale            | op 10'04"  |
| 5                 | Team Katjoesja              | op 13'05"  |
| 6                 | Euskaltel-Euskadi           | op 18'16"  |
| 7                 | Team RadioShack             | op 28'19"  |
| 8                 | Sky ProCycling              | op 29'03"  |
| 9                 | Cofidis, le crédit en ligne | op 29'51"  |
| 10                | Saxo Bank-Sungard           | op 37'11"  |

## Nevenklassementen
| Puntenklassement |                    |                    |        |
| Plaats           | Naam               | Ploeg              | Punten |
| Groene trui      | Mark Cavendish     | Team HTC-High Road | 319    |
| 2                | José Joaquin Rojas | Team Movistar      | 285    |
| 3                | Philippe Gilbert   | Omega Pharma-Lotto | 250    |
|                  |                    |                    |        |
| 49               | Lieuwe Westra      | Vacansoleil-DCM    | 32     |

| Bergklassement |                   |                    |        |
| Plaats         | Naam              | Ploeg              | Punten |
| Bolletjestrui  | Jelle Vanendert   | Omega Pharma-Lotto | 74     |
| 2              | Samuel Sánchez    | Team Europcar      | 72     |
| 3              | Jérémy Roy        | Française des Jeux | 45     |
|                |                   |                    |        |
| 7              | Johnny Hoogerland | Vacansoleil-DCM    | 22     |

| Jongerenklassement |                 |                             |             |
| Plaats             | Naam            | Ploeg                       | Tijd        |
| Witte trui         | Rigoberto Urán  | Sky ProCycling              | 69u08'51"   |
| 2                  | Rein Taaramäe   | Cofidis, le crédit en ligne | op 01'07"   |
| 3                  | Pierre Roland   | Team Europcar               | op 01'58"   |
|                    |                 |                             |             |
| 5                  | Rob Ruijgh      | Vacansoleil-DCM             | op 05'01"   |
| 20                 | Thomas De Gendt | Vacansoleil-DCM             | op 1u19'20" |

1e etappe ·
2e etappe ·
3e etappe ·
4e etappe ·
5e etappe ·
6e etappe ·
7e etappe ·
8e etappe ·
9e etappe ·
10e etappe ·
11e etappe ·
12e etappe ·
13e etappe ·
14e etappe ·
15e etappe ·
16e etappe ·
17e etappe ·
18e etappe ·
19e etappe ·
20e etappe ·
21e etappe
Startlijst · Eindstanden · Afbeeldingen